# Alexandre-Théodore Brongniart

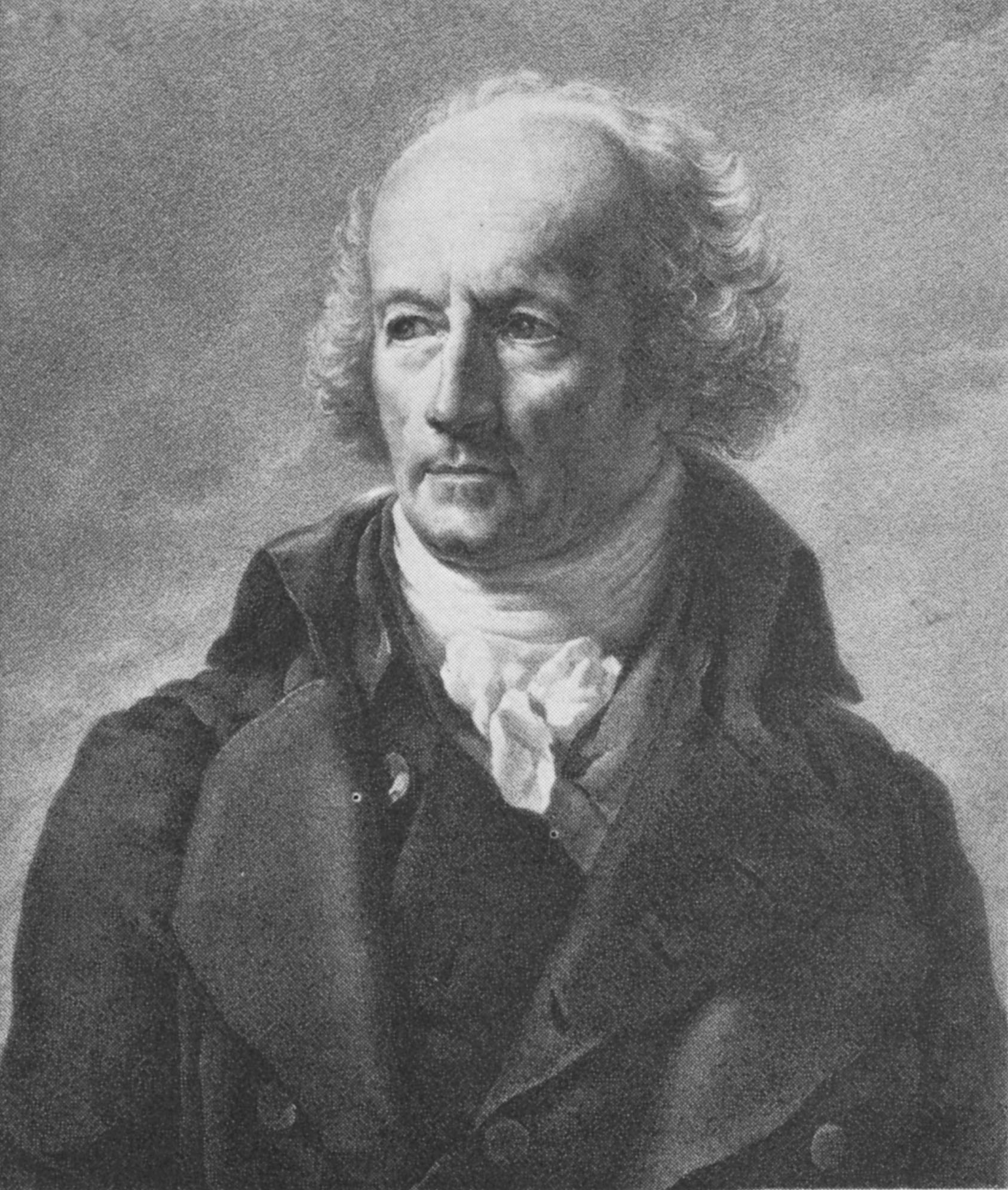
Alexandre-Théodore Brongniart

Alexandre-Théodore Brongniart (* 15. Februar 1739 in Paris; † 6. Juni 1813 ebenda) war ein französischer Architekt.

## Leben

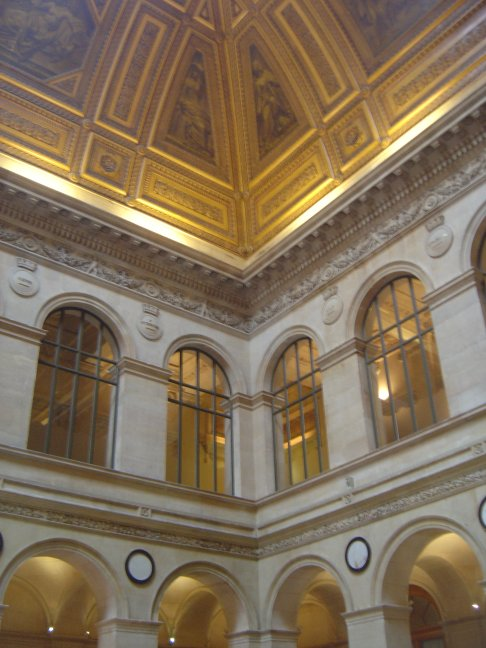
Palais Brongniart, Paris

Sein Vater Ignace Théodore Brongniart (1707–1765) war von Beruf Apotheker und mit Louise Geneviève de Fourcroy (1701–1775) seit 1737 verheiratet; ihre beiden Söhne waren Alexandre-Théodore Brongniart und sein jüngerer Bruder Antoine Louis Brongniart (1742–1804).
Alexandre-Théodore Brongniart war mit Louise Anne Degrémont (1741–1829) verheiratet und hatten beide eine Tochter Émilie Louise Alexandrine Brongniart (1780–1847) und einen Sohn Alexandre Brongniart (1770–1847).
Als Schüler von Ange-Jacques Gabriel (1698–1782) wurde er dessen Nachfolger und führte den Bau der Pariser École militaire (Militärschule) fort. 1781 wurde er in die Académie royale d’architecture aufgenommen.
Er wurde auf dem Friedhof Père-Lachaise (Division 11) beigesetzt.

## Leistungen
Brongniart lieferte die Entwürfe zur Gestaltung der Avenuen im Umfeld der École militaire und des Invalidenheimes. Er schuf das Kapuzinerkloster St. Louis d’Antin (heute Lycée Condorcet) in Paris und zeichnete die Pläne für das Gebäude der Pariser Börse (1808), das später nach ihm benannt wurde. Auch den englischen Park des Château de Mauperthuis entwarf er. Alexandre-Théodore Brongniart ist ferner bekannt für den Bau zahlreicher Pariser Hotêls particuliers, darunter den Um- und Ausbau des Hôtel de Besenval mit seinem Nymphäum, und die Gestaltung des Père-Lachaise-Friedhofs (1808).